# Бобораци
Бобораци (болг. Бобораци) — село в Болгарии. Находится в Перникской области, входит в общину Радомир. Население составляет 116 человек.

## Политическая ситуация
Бобораци подчиняется непосредственно общине и не имеет своего кмета.
Кмет (мэр) общины Радомир — Красимир Светозаров Борисов (Болгарская социалистическая партия (БСП)) по результатам выборов.